# مورگانلا
مورگانلا مورگانی یک باسیل گرم منفی از راسته انتروباکترال و خانواده مورگانلاسه است. باکتری نمی‌تواند سوارمینگ کند.
زیستگاه طبیعی این باکتری در روده انسان، پستانداران و خزندگان به صورت ساپروفیت است. مورگانلا بیماری‌زا نیست اما گاهی باعث بروز عفونت در مجاری ادراری می‌شود (به خصوص در عفونت‌های بیمارستانی).
مورگانلاها به آنتی‌بیوتیک‌های خانوادی بتا لاکتام مقاوم هستند ولی به آنتی‌بوتیک‌هایی مانند سیپروفلوکساسین و نسل سوم سفالوسپورین‌ها حساس‌اند.

## شناسایی
آزمون‌های اوره‌آز، اندول، متیل رِد در مورگانلا مثبت است و آزمون سیرات در این باکتری منفی می‌باشد. میکروب بی‌هوازی بوده اکسیداز منفی است.